# 倉本一宏
倉本 一宏（くらもと かずひろ、1958年（昭和33年）6月14日 - ）は日本の歴史学者。博士（論文博士・1997年）（学位論文「日本古代国家成立期の政権構造」）。専門は日本古代政治史、古記録学。国際日本文化研究センター（日文研）名誉教授、総合研究大学院大学（総研大）名誉教授。

## 略歴
三重県津市生まれ。1974年（昭和49年）、私立高田中学校卒業。1977年（昭和52年）、三重県立津高等学校卒業。1978年（昭和53年）、東京大学文科三類入学。土田直鎮・笹山晴生に師事。1983年（昭和58年）、東京大学文学部国史学専修課程卒業。1989年（平成元年）、同大学院人文科学研究科国史学専門課程博士課程単位修得退学。1997年（平成9年）「日本古代国家成立期の政権構造」で東京大学より博士（文学）の学位を取得。2009年国際日本文化研究センター（日文研）教授、総合研究大学院大学（総研大）教授。2024年定年退職、日文研・総研大名誉教授。
2011年7月～2013年6月、文部科学省日本ユネスコ国内委員会ユネスコ記憶遺産推薦書作成ワーキンググループ 委員として『御堂関白記』の"momory of the world"（「世界の記憶」）推薦を行なった。 
2024年大河ドラマ「光る君へ」の時代考証を務めた。

## 著作

### 単著
- 『日本古代国家成立期の政権構造』吉川弘文館、1997年　オンデマンド版　2024年　ISBN 978-4642023092
- 『奈良朝の政変劇 皇親たちの悲劇』吉川弘文館、1998年　オンデマンド版　2017年　ISBN 978-4642054539
- 『摂関政治と王朝貴族』吉川弘文館、2000年　オンデマンド版　2024年　ISBN 978-4642023498
- 『一条天皇』吉川弘文館〈人物叢書〉、2003年　ISBN 978-4642052290
- 『戦争の日本史2 壬申の乱』吉川弘文館、2007年  ISBN 978-4642063128
- 『歴史の旅 壬申の乱を歩く』吉川弘文館、2007年　ISBN 978-4642079785
  - 『壬申の乱 古代日本の風景を歩く』角川ソフィア文庫、2025年 - 増補 ISBN 978-4044007621
- 『平安貴族の夢分析』吉川弘文館、2008年　ISBN 978-4642079860
  - 『平安貴族の夢分析』角川ソフィア文庫、2024年10月 - 増補 ISBN 978-4044008475
- 『持統女帝と皇位継承』吉川弘文館〈歴史文化ライブラリー〉、2009年　オンデマンド版　2019年　ISBN 978-4642056663
- 『三条天皇』ミネルヴァ書房〈日本評伝選〉、2010年　ISBN 978-4623057887
- 『藤原道長の日常生活』講談社現代新書、2013年  ISBN 978-4062881968
- 『藤原道長の権力と欲望 「御堂関白記」を読む』文春新書、2013年  ISBN 978-4166609154
  - 『増補版　藤原道長の権力と欲望　紫式部の時代』文春新書、2023年  ISBN 978-4166614233
- 『藤原道長「御堂関白記」を読む』講談社選書メチエ、2013年  ISBN 978-4062585675
  - 『藤原道長「御堂関白記」を読む』講談社学術文庫、2023年11月  ISBN 978-4065322291
- 『紫式部と平安の都』吉川弘文館、2014年　ISBN 978-4642067867
- 『平安朝 皇位継承の闇』角川学芸出版〈角川選書〉、2014年  ISBN 978-4047035508
  - 『敗者たちの平安王朝　皇位継承の闇』角川ソフィア文庫、2023年 - 増補  ISBN 978-4044007911
- 『「旅」の誕生　平安―江戸時代の紀行文学を読む』河出書房新社〈河出ブックス〉、2015年  ISBN 978-4309624839
- 『蘇我氏　古代豪族の興亡』中央公論新社〈中公新書〉、2015年  ISBN 978-4121023537
- 『藤原伊周・隆家 禍福は糾へる纏のごとし』ミネルヴァ書房〈日本評伝選〉、2017年  ISBN 978-4623078486
- 『戦争の日本古代史 好太王碑、白村江から刀伊の入寇まで』講談社現代新書、2017年  ISBN 978-4062884280
- 『日本古代氏族研究叢書6　藤原氏の研究』雄山閣出版、2017年  ISBN 978-4639025375
  - 普及版『日本古代氏族研究叢書6　藤原氏の研究』雄山閣出版、2023年  ISBN 978-4639028796
- 『藤原氏　権力中枢の一族』中公新書、2017年  ISBN 978-4121024640
- 『『御堂関白記』の研究』思文閣出版、2018年  ISBN 978-4784219575
- 『内戦の日本古代史 邪馬台国から武士の誕生まで』講談社現代新書、2018年  ISBN 978-4065141892
- 『はじめての日本古代史』ちくまプリマー新書、2019年  ISBN 978-4480683649
- 『公家源氏　王権を支えた名族』中公新書、2019年  ISBN 978-4121025739
- 『皇子たちの悲劇　皇位継承の日本古代史』KADOKAWA〈角川選書〉、2020年  ISBN 978-4047036826
- 『平安京の下級官人』講談社現代新書、2022年  ISBN 978-4065270318
- 『平氏　公家の盛衰、武家の興亡』中公新書、2022年  ISBN 978-4121027054
- 『紫式部と藤原道長』講談社現代新書、2023年  ISBN 978-4065332542
- 『平安貴族とは何か　三つの日記で読む実像』NHK出版新書、2023年  ISBN 978-4140887073
- 『平安貴族列伝』SYNCHRONOUS BOOKS・ワニブックス、2024年  ISBN 978-4847074462
- 『平安貴族の心得 「御遺誡」でみる権力者たちの実像』朝日新書、2024年  ISBN 978-4022952721
- 『平安時代の男の日記』KADOKAWA〈角川選書〉、2024年  ISBN 978-4047037281
- 『摂関期古記録の研究』思文閣出版、2024年  ISBN 978-4784221073
- 『平安貴族の日記を読む事典: 御堂関白記・小右記・権記』吉川弘文館、2025年  ISBN  978-4642084826

### 共著・編著
- 『古事類苑新仮名索引』吉川弘文館、2010年。編著  ISBN 978-4642014564
- 『日記・古記録の世界』思文閣出版、2015年。編著  ISBN 978-4784217946
- 『日本人にとって日記とは何か 日記で読む日本史1』臨川書店、2016年。編著  ISBN 978-4653043416
- 『古代史から読み解く「日本」のかたち』 祥伝社新書、2018年。里中満智子と共著  ISBN 978-4396115357
- 『戦乱と民衆』講談社現代新書、2018年。磯田道史・呉座勇一・フレデリック・クレインスと共著  ISBN 978-4065122181
- 『説話研究を拓く　説話文学と歴史史料の間に』思文閣出版、2019年。編著  ISBN 978-4784219674
- 『新説戦乱の日本史』SB新書、2021年。亀田俊和・川戸貴史・千田嘉博・長南政義・手嶋泰伸と共著  ISBN 978-4815611811
- 『王朝再読 王朝時代の実像1』臨川書店、2021年。編著  ISBN 978-4653047018
- 『貴族とは何か、武士とは何か』思文閣出版、2024年。編著  ISBN 978-4784220779

### 共編著
- 『日本古代の地域と交流』加藤謙吉、佐藤信と共編 臨川書店、2016年  ISBN 978-4653043393
- 『日本的時空観の形成』吉川真司と共編 思文閣出版、2017年  ISBN 978-4784218929
- 『説話の形成と周縁　古代編』臨川書店、2019年。小峯和明・古橋信孝と共編  ISBN 978-4653045113
- 『説話の形成と周縁　中近世編』臨川書店、2019年。小峯和明・古橋信孝と共編  ISBN 978-4653045120
- 『『小右記』と王朝時代』吉川弘文館、2023年。加藤友康・小倉慈司と共編  ISBN 978-4642046749

### 翻訳
- 『藤原道長「御堂関白記」 全現代語訳』 講談社学術文庫（全3巻）、2009年
  - 上巻、2009年5月  ISBN 978-4062919470
  - 中巻、2009年6月  ISBN 978-4062919487
  - 下巻、2009年7月  ISBN 978-4062919494
- 『藤原行成「権記」 全現代語訳』 講談社学術文庫（全3巻）、2011～2012年
  - 上巻、2011年11月  ISBN 978-4062920841
  - 中巻、2012年1月  ISBN 978-4062920858
  - 下巻、2012年2月  ISBN 978-4062920865
- 『現代語訳 小右記』吉川弘文館 （全16巻）、2015年～2023年
  - 第1巻 三代の蔵人頭〈貞元2年（977）3月～永延2年（988）12月〉2015年10月　ISBN 978-4642018166
  - 第2巻 道長政権の成立〈永祚元年（989)正月～長徳元年（995)10月〉2016年4月　ISBN 978-4642018173
  - 第3巻 長徳の変〈長徳2年（996）正月～寛弘2年（1005）3月〉2016年10月　ISBN 978-4642018180
  - 第4巻 敦成親王誕生〈寛弘2年（1005)4月～寛弘8年（1011)12月〉2017年4月　ISBN 978-4642018197
  - 第5巻 紫式部との交流〈長和元年（1012)正月～長和2年（1013)６月〉2017年10月　ISBN 978-4642018203
  - 第6巻 三条天皇の信任〈長和2年（1013)7月～長和3年（1014)12月〉2018年4月　ISBN 978-4642018210
  - 第7巻 後一条天皇即位〈長和4年（1015)4月～長和5年（1016)2月〉2018年10月　ISBN 978-4642018227
  - 第8巻 摂政頼通〈長和5年（1016)3月～寛仁元年（1017)12月〉2019年4月　ISBN 978-4642018234
  - 第9巻 「この世をば」〈寛仁2年（1018)正月～寛仁3年（1019)3月〉2019年10月　ISBN 978-4642018241　　　
  - 第10巻 大臣闕員騒動〈寛仁3年（1019)4月～寛仁4年（1020)閏12月〉2020年4月　ISBN 978-4642018258
  - 第11巻 右大臣就任〈治安元年（1021)正月～治安2年（1022)12月〉2020年10月　ISBN 978-4642018265
  - 第12巻 法成寺の興隆〈治安3年（1023)正月～治安3年12月〉2021年4月　ISBN 978-4642018272
  - 第13巻 道長女の不幸〈万寿元年（1024)正月～万寿2年（1025)８月〉2021年10月　ISBN 978-4642018289
  - 第14巻 千古の婚儀頓挫〈万寿2年（1025)9月～万寿4年（1027)6月〉2022年4月　ISBN 978-4642018296
  - 第15巻 道長薨去〈万寿4年（1027)7月～長元2年（1029)10月〉2022年10月　ISBN 978-4642018302
  - 第16巻 部類記作成開始〈長元3年（1030)正月～長久元年（1040)11月〉2023年4月　ISBN 978-4642018319
- 源顕兼『古事談　ビギナーズ・クラシックス 日本の古典』角川ソフィア文庫、2020年  ISBN 978-4044005573
- 藤原行成『権記　ビギナーズ・クラシックス 日本の古典』角川ソフィア文庫、2021年  ISBN 978-4044006624
- 藤原実資『小右記　ビギナーズ・クラシックス 日本の古典』角川ソフィア文庫、2023年  ISBN 978-4044007263

### データベース
- 摂関期古記録データベース（2012年 - 24年）[5]　『八条式部卿私記』『宇多天皇御記』『醍醐天皇御記』『貞信公記』『清慎公記』『吏部王記』『御産部類記』『太后御記』『九暦』『小一条左大臣記』『村上天皇御記』『沙門仲増記』『元方卿記』『延光記』『忠義公記』『済時記』『親信卿記』『小右記』『藤原宣孝記』『法住寺相国記』『権記』『信経記』『宗河記』『御堂関白記』『御堂御記抄』『左経記』『一条天皇御記』『春記』『宇治殿御記』『土右記』『二東記』『宗金記』『経任記』『後朱雀天皇御記』『資平卿記』『宇治関白高野山御参詣記』『定家朝臣記』『師平記』『資仲記』『京極関白記』『後三条天皇御記』『寛治二年記』『季仲卿記』『清原重憲記』『高階仲章記』